# Энгельберт фон Берг
Энгельберт фон Берг (нем. Engelbert von Berg), Энгельберт Святой (Engelbert der Heilige; 1185/1186 — 7 ноября 1225) — архиепископ Кёльна под именем Энгельберт I с 1216 года, граф Берга под именем Энгельберт II с 1218 года.

## Биография
Родился между 8 ноября 1185 и 7 ноября 1186 года. Второй сын графа Берга Энгельберта I из рода Берг-Альтена, и его второй жены Маргариты Гельдернской.
С 1198 года пробст храма Святого Георга (Кёльн), в 1199—1216 годах пробст Кафедрального Собора.
В 1203 году избран епископом Мюнстера, но отказался от этого сана, так как ещё не достиг 20-летнего возраста.
С согласия папы и германского императора 29 февраля 1216 года избран архиепископом Кёльна.
В 1218 году брат Энгельберта граф Берга Адольф III умер в Египте во время крестового похода. На его наследство претендовал зять, муж единственной дочери — Генрих, сын лимбургского герцога Вальрама III. Однако Энгельберт силой захватил графство. Началась война, закончившаяся в 1220 году подписанием мирного договора. Согласно его условиям, Берг оставался у архиепископа, но его наследником объявлялся Генрих Лимбургский.
С 1220 года опекун сына императора Фридриха II — Генриха, в 1222 году в Ахене короновал его королевской короной.
7 ноября 1225 года, когда Энгельберт возвращался в Кёльн из Зоста, где он освящал храм, его попыталась схватить группа вооружённых людей, возглавляемая графом Фридрихом фон Изенбергом. Вероятно, целью было воспрепятствование экспансионистской политике прелата, а также получение выкупа за его последующее освобождение. Сопровождающие архиепископа разбежались, но сам он был человеком физически сильным (рост 1 м 80 см), оказал ожесточённое сопротивление и был убит.
В следующем году Фридрих фон Изенберг был схвачен в Льеже, доставлен в Кёльн и колесован.